# Acer yangbiense
Acer yangbiense är en kinesträdsväxtart som beskrevs av Y.S.Chen & Q.E.Yang. Acer yangbiense ingår i släktet lönnar, och familjen kinesträdsväxter. Inga underarter finns listade i Catalogue of Life.